# Сангу
Сангу — газове родовище в Бенгальській затоці, розташоване у економічній зоні Бангладеш. Станом на початок 2020-х єдине офшорне газове родовище країни, яке було введене в розробку.

## Характеристика
Родовище відноситься до Бенгальського нафтогазоносного басейну. Поклади вуглеводнів пов'язані із пісковиками міоцену та пліоцену, при цьому виявлено не менше шести продуктивних зон. Середня ефективна пористість резервуарів становить від 7 % до 25 % (в більшості випадків менше за 13 %), при доволі малій проникності — в основному менше за 20 мілідарсі.
Газ родовища містив в основному метан (94,5 %), а також етан (3,2 %), пропан (0,6 %), бутани (0,2 %) та більш важкі вуглеводні (0,4 %). Невуглеводневі компоненти (азот, двоокис вуглецю) становили 1 %. Видобувні запаси (категорії 2Р — доведені та ймовірні) оцінювались у 16,3 млрд м3.
Родовище відкрили у 1996 році в блоці 16, права на який мали британська компанія Cairn Energy (оператор) та її партнери Holland Sea Search Bangladesh та HBR Energy.
Розробку почали у 1998-му, для чого в районі із глибиною моря 10 метрів встановили одну платформу для фонтанних арматур. Видачу продукції Сангу провадили по трубопроводу до  Читтагонгу, поставки по якому відігравали важливу роль у забезпеченні цього другого за розмірами міста країни. Так, коли в 2005 році вони тимчасово припинились з технічних причин, довелось зупинити завод азотних добрив та дві електростанції, а також суттєво обмежити діяльність ще одного заводу азотних добрив, третьої електростанції та паперового комбінату.
В 2007—2010 роках частку Cairn Energy викупила австралійська компанія Santos, яка сподівалась наростити запаси шляхом реалізації програми по бурінню 3 розвідувальних свердловин. Втім, досягнути суттєвих успіхів не вдалось. Свердловина South Sangu-4 не змогла досягнути головного об'єкту через зону аномально високого тиску, інша свердловина NE Sangu-1 не зустріла комерційних покладів вуглеводнів, а пробурена у 2012-му третя свердловина Sangu-11 відкрила новий поклад, проте його запаси були оцінені як доволі малі та мали бути вилучені за два роки.
У підсумку добовий видобуток з родовища впав менш ніж до 0,1 млн м3 і в жовтні 2013-го його розробка припинилась.
Можливо також відзначити, що існує план перетворення виснаженого родовища на підземне сховище газу.